# Stanislau Baschkou
Stanislau Aljaksandrawitsch Baschkou (belarussisch Станіслаў Аляксандравіч Бажкоў, englische Transkription Stanislau Bazhkou; * 4. November 1991 in Orscha) ist ein belarussischer Radrennfahrer.

## Sportlicher Werdegang
Nach mehreren Jahren bei italienischen Radsportvereinen wurde Baschkou zur Saison 2015 Mitglied im neu gegründeten UCI Continental Team Minsk Cycling Club. In seinem neuen Team entwickelte sich Baschkou zu einem Spezialisten für die Bergwertung, insgesamt konnte er bisher neunmal die Bergwertung kleinerer Rundfahrten für sich entscheiden. Daneben gelangen ihm auch Etappensiege, unter anderem gewann er die erste Bergetappe der Tour of Qinghai Lake 2017.
Baschkou ist dreifacher Belarussischer Meister, 2017 im Einzelzeitfahren sowie 2018 und zuletzt 2021 im Straßenrennen.
Nachdem seinem Team aufgrund des Russisch-Ukrainischen Krieges am 1. März 2022 durch die UCI die Lizenz als Continental Team entzogen wurde, trat er international nicht mehr in Erscheinung.

## Erfolge
2009
- eine Etappe Coupe du Président de la Ville de Grudziądz

2015
- Bergwertung China-Rundfahrt I
- Bergwertung Grand Prix Adygeja
- Bergwertung Tour of Kuban

2016
- Bergwertung Tour of Fuzhou
- eine Etappe und Punktewertung Sharjah International Cycling Tour
- Bergwertung China-Rundfahrt II
- Bergwertung Bulgarien-Rundfahrt

2017
- Bergwertung Tour of Fuzhou
- Bergwertung Bulgarien-Rundfahrt Süd
- eine Etappe Tour of Qinghai Lake
- Belarussischer Meister – Einzelzeitfahren
- Gesamtwertung, eine Etappe und Punktewertung Tour of Mersin
- eine Etappe und Punktewertung La Tropicale Amissa Bongo Ondimba

2018
- Belarussischer Meister – Straßenrennen
- eine Etappe Five Rings of Moscow
- Bergwertung Tour de Fatih Sultan Mehmet

2019
- eine Etappe Tour of Kayseri

2021
- Belarussischer Meister – Straßenrennen